# 霹雳-1导弹
霹雳-1导弹是中国的一种近程空对空导弹，为仿制从苏联引进的K-5M型空空导弹，现已退役。

## 发展历史
米格-19或歼6战斗机可挂4枚霹雳-1导弹，导弹采用尾追攻击。但其实际射程极为有限，其飞行制导阶段的持续时间只有12秒，导弹必须沿着飞机制导雷达持续不断发出的波束飞行，大大限制了攻击作用。
由于没有国产化该型载机雷达，生产至1970年停产。

## 使用國家
- 中国

## 参看
- 歼-6
- 霹雳-2导弹

## 外部連結
- RS-2U - Air-to-Air missile at aviation.ru
- K-5 （页面存档备份，存于） at airwar.ru
- （俄文）K-5 （页面存档备份，存于） at missiles.ru